# حصن الخندق
 قلعه خندق  (به عربی: حصن الخندق) 
یکی از قلعه‌های تاریخی کشور پادشاهی عمان است، ویکی از (نقاط دیدنی سلطنت عمان) به شمار می‌آید.
این قلعه در شهرستان بریمی به عربی ( ولایة البریمی ) از توابع استان ظاهره واقع شده‌است. 
دور تا دور قلعه خندقی حفر شده‌است، گویا در دوران قدیم خندق پر از آب می‌کردند که دشمن نتواند به آسانی به قلعه دست یابد. تاریخ بنای قلعه به دوران پیش از اسلام بر می‌گردد.